# Jack Halpern
Jack Halpern (* 19. Januar 1925 in Polen; † 31. Januar 2018 in Chicago) war ein US-amerikanischer Chemiker und Professor für Anorganische Chemie.

## Leben und Werk
Jack Halpern wurde in Polen geboren und ging 1929 nach Kanada. Er studierte an der McGill University mit dem Bachelor-Abschluss 1946 und der Promotion 1949 bei Carl A. Winkler mit der Arbeit Kinetic studies in solution and in the solid phase. : Pt. I. The cis-trans isomerization of azobenzene in solution. Pt. II. The thermal decomposition of styrene-butadiene popcorn polymer. 1959/50 war er an der University of Manchester und 1959/60 an der University of Cambridge. Ab 1950 war er an der University of British Columbia, zuerst als Instructor und später als Professor. 1962 ging er von dort in die USA und wurde Professor an der University of Chicago, wo er ab 1971 Louis Block Distinguished Service Professor war. 1966/67 war er als Gastprofessor an der Harvard University und nochmals 1991 als R. B. Woodward Gastprofessor. Er war 1981 Gastwissenschaftler an der Universität Kyōto, 1978 an der Universität Kopenhagen, 1969 am Caltech, an der University of Minnesota (1962) und 1981/82 an der University of Sheffield.
Er befasste sich mit organometallischen Komplexen und homogener Katalyse. In der Laudatio für den Welch Preis werden seine Beiträge zu Reaktionsmechanismen der anorganischen Chemie und den komplexen Reaktionen organometallischer Verbindungen hervorgehoben und seine Beiträge zum Verständnis homogener Katalyse in Lösung.

## Ehrungen und Auszeichnungen
Halpern war Mitglied der National Academy of Sciences, deren Vizepräsident er ab 1993 war, der American Academy of Arts and Sciences (1967), der New York Academy of Sciences und der American Association for the Advancement of Science. Er war Fellow der Royal Society (1974) und Ehrenmitglied der Royal Chemical Society. Er war Ehrendoktor der University of British Columbia und der McGill University und seit 1983 "Auswärtiges Wissenschaftliches Mitglied" der Max-Planck-Gesellschaft.
Halpern war Berater bei Monsanto und am Argonne National Laboratory. Halpern war Herausgeber des Journal of the American Chemical Society. 1959 bis 1963 war er Sloan Research Fellow. 1994 erhielt er den Welch Award in Chemistry und 1986 die Willard Gibbs Medal. Er erhielt 1995 den Organometallic Chemistry Award der American Chemical Society (ACS) sowie 1968 und 1985 deren Inorganic Chemistry Award. 1988 erhielt er die August-Wilhelm-von-Hofmann-Denkmünze der Gesellschaft Deutscher Chemiker und 1991, 1992 den Paracelsus-Preis der Schweizerischen Chemischen Gesellschaft und er erhielt den Chemical Pioneer Award. 1977 erhielt er den Humboldt-Forschungspreis und 1976 den Catalysis Award der Chemical Society of London.